# Шаргородский, Аркадий Григорьевич
Аркадий Григорьевич Шаргородский (1930—2006) — советский и российский врач-стоматолог, профессор Смоленского государственного медицинского института, заслуженный деятель науки РСФСР.

## Биография
Аркадий Шаргородский родился 6 апреля 1930 года. В 1952 году он окончил Московский государственный медико-стоматологический университет, после чего получил назначение на должность нештатного главного стоматолога Смоленского облздравотдела. В 1960 году Шаргородский стал кандидатом, а в 1966 году — доктором медицинских наук.
Шаргородский являлся инициатором создания стоматологического факультета в Смоленском государственном медицинском институте, в 1968—2000 годах он занимал должность заведующего кафедрой хирургической стоматологии. Активно занимался исследованием воспалительных заболеваний, опухолей и повреждений челюстно-лицевой области. Являлся автором более чем 300 научных работ, а также 7 изобретений, написал ряд учебных программ по хирургической стоматологии для обучения студентов и интернов. Под руководством Шаргородского было защищено 5 докторских и 25 кандидатских диссертаций. В 1991 году Шаргородскому было присвоено звание заслуженного деятеля науки РСФСР.
Умер 4 сентября 2006 года, похоронен на Братском кладбище Смоленска.
Был награждён российским орденом Почёта, рядом советских и российских медалей, профессиональными наградами.
Мемориальная доска в память о Шаргородском установлена на здании Смоленской областной стоматологической поликлиники.